# Frosinone
Frosinone er en italiensk by (og kommune) i regionen Lazio i Italien, med omkring 43.417(2023) indbyggere. 